# Serravalle Pistoiese
Serravalle Pistoiese é uma comuna italiana da região da Toscana, província de Pistoia, com cerca de 10.147 habitantes. Estende-se por uma área de 42 km², tendo uma densidade populacional de 242 hab/km². Faz fronteira com Lamporecchio, Larciano, Marliana, Monsummano Terme, Montecatini-Terme, Pieve a Nievole, Pistoia, Quarrata.

## Demografia
| Variação demográfica do município entre 1861 e 2011                               |
|                                                                                   |
| Fonte: Istituto Nazionale di Statistica (ISTAT) - Elaboração gráfica da Wikipedia |